# Correlophus sarasinorum
Espèce
Synonymes
- Rhacodactylus sarasinorum Roux, 1913

Statut de conservation UICN

 VU B1ab(i,ii,iii)+2ab(i,ii,iii) : Vulnérable
Correlophus sarasinorum est une espèce de geckos de la famille des Diplodactylidae. Longtemps classée dans le genre Rhacodactylus elle a été déplacée dans ce genre recréé pour l'occasion en 2012, avec plusieurs autres espèces.

## Répartition
Cette espèce est endémique du Sud de la Nouvelle-Calédonie. Elle se rencontre à Dumbéa, au Mont-Dore et à Yaté.
Elle vit dans les arbres de la forêt tropicale humide.

## Description
Ce gecko est relativement grand, de couleur pâle ou brun-marron, il est tacheté et présente une ligne le long du dos. Une marque en V se trouve également sur la nuque.
Les mâles matures présentent un renflement prononcé au niveau de la base de la queue, logement des hémipénis.
Les œufs incubent durant deux à trois mois.

## Alimentation
Ce gecko mange principalement des insectes et des araignées, mais également des fruits.

## Éthologie
Bien qu'arboricole, cette espèce se déplace également au sol pour y chasser.

## Variation
Il n'y a pas de sous-espèce décrites, mais on observe une forte variabilité en taille dans cette espèce.

## Étymologie
Cette espèce est nommée en l'honneur de Paul Benedict Sarasin et de son cousin Karl Friedrich Sarasin.

## Publication originale
- Roux, 1913 : Les reptiles de la Nouvelle-Calédonie et des îles Loyalty. Nova Caledonia, Recherches scientifiques en Nouvelle-Calédonie et aux Iles Loyalty. Zoologie. vol. 1, L. 2, Sarasin & Roux, C.W. Kreidel’s Verlag, Wiesbaden, vol. 1, p. 79-160 (texte intégral).